# Erik Botheim
Erik Botheim (* 10. Januar 2000 in Oslo) ist ein norwegischer Fußballspieler, der aktuell bei Malmö FF unter Vertrag steht.

## Karriere

### Verein
Botheim begann seine Karriere in der Jugend von Lyn Oslo. Dort gab er während der Saison 2015 in der damals drittklassigen ersten Mannschaft sein Debüt. Im Juli 2016 wechselte er in die Jugend von Rosenborg Trondheim. Zur Saison 2017 rückte er in den Profikader von Rosenborg. Sein Debüt für die Profis gab er im April 2017 im Cup. Im September 2017 folgte gegen Vålerenga Oslo schließlich auch sein erster Einsatz für Trondheim in der Eliteserien. Bis Saisonende kam er zu drei Einsätzen, mit Rosenborg wurde er 2017 Meister. Im Dezember 2017 gab er in der UEFA Europa League gegen Vardar Skopje zudem sein Debüt auf internationaler Ebene.
In der folgenden Spielzeit gelang Botheim bei einem 2:1-Sieg gegen den Tromsø IL sein erstes Tor in der höchsten norwegischen Spielklasse. In der Saison 2018 kam der Angreifer insgesamt sechsmal zum Einsatz und konnte mit Trondheim den Meistertitel verteidigen. In der Saison 2019 absolvierte er sieben Partien, in denen er dreimal traf. Nach drei Einsätzen zu Beginn der Saison 2020 wurde er im Juli 2020 innerhalb der Liga an Stabæk Fotball verliehen. Für Stabæk kam er bis zum Ende der Spielzeit zu 15 Einsätzen, ein Tor gelang ihm allerdings nicht.
Nach dem Ende der Leihe kehrte Botheim zur Saison 2021 nicht mehr nach Trondheim zurück, sondern wechselt fest zum Ligakonkurrenten FK Bodø/Glimt. Beim amtierenden norwegischen Meister gelang ihm in dieser Saison schließlich der Durchbruch in der Eliteserien: In 30 Einsätzen (Botheim stand in allen Saisonspielen in der Startelf) erzielte er 15 Tore und war somit der beste Torschütze seiner Mannschaft und verhalf ihr damit zum neuerlichen Meistertitel. Auch international zeigte der Stürmer auf, mit Bodø gelang ihm die Qualifikation zur UEFA Europa Conference League. Dort gelangen ihm in der Gruppenphase gegen die AS Rom, Sorja Luhansk und ZSKA Sofia jeweils vier Tore und Vorlagen, vor allem beim 6:1-Sieg der Norweger gegen die favorisierten Römer brillierte er mit zwei Toren und drei Assists.
Im Januar 2022 wechselte Botheim nach Russland zum FK Krasnodar. Infolge des russischen Überfalles auf die Ukraine 2022 verließ Botheim Russland; dafür wurde er von Krasnodar freigestellt. In Folge kam der Norweger nie in Russland zum Einsatz.
Zur Saison 2022/23 wechselte der Angreifer dann nach Italien zur US Salernitana. Für Salernitana absolvierte er 39 Pflichtspiele und erzielte dabei 1 Tor.
Ende Januar 2024 wechselte er nach Schweden zu Malmö FF. Mit dem Verein gewann er am Jahresende die schwedische Meisterschaft.

### Nationalmannschaft
Botheim spielte ab der U15 für sämtliche norwegische Jugendnationalauswahlen. Mit der U17-Mannschaft nahm er 2017 an der U17-Europameisterschaft teil. Während des Turniers kam er in allen drei Partien seines Landes zum Einsatz, Norwegen schied allerdings bereits in der Vorrunde sieglos aus. 2018 nahm der Stürmer mit der U19-Auswahl an der U19-Europameisterschaft teil. Bei diesem Bewerb absolvierte er drei Partien, in denen er zwei Tore erzielte. Mit den Norwegern schied er zwar in der Gruppenphase aus, erreichte aber dennoch über die Zwischenrunde die Qualifikation zur U20-Weltmeisterschaft im folgenden Jahr, für die Botheim allerdings nicht berücksichtigt wurde. Stattdessen wurde er 2019 erneut für die U19-Europameisterschaft nominiert. Botheim erzielte den einzigen Turniertreffer der Skandinavier, erneut war in der Gruppenphase Endstation.
Im September 2021 stand er gegen die Niederlande erstmals im Kader der A-Nationalmannschaft, kam allerdings nicht zum Einsatz. Kurz darauf debütierte er für die U21-Mannschaft und führte diese 2023 als Kapitän zur U21-Europameisterschaft, bei der die Mannschaft jedoch nach der Gruppenphase ausschied.
Sein Debüt in der A-Mannschaft Norwegens gab Botheim im Juni 2024 bei der 1:3-Freundschaftsspielniederlage gegen Dänemark, als er kurz vor dem Ende für Oscar Bobb eingewechselt wurde.

## Sonstiges
Im August 2016 lud der 16-jährige Botheim gemeinsam mit den befreundeten Fußballspielern Erling Haaland und Erik Tobias Sandberg auf dem YouTube-Kanal Flow Kingz ein Rap-Video mit dem Titel Flow Kingz Feat Lyng – Kygo jo hoch. Das Video wurde mittlerweile mehr als 13 Millionen Mal (Stand: Februar 2025) aufgerufen.